# 1590年代
| 千纪： | 2千纪                                                                                            |
| 世纪： | 15世纪 \| 16世纪 \| 17世纪                                                                       |
| 年代： | 1560年代 \| 1570年代 \| 1580年代 \| 1590年代 \| 1600年代 \| 1610年代 \| 1620年代                 |
| 年份： | 1590年 \| 1591年 \| 1592年 \| 1593年 \| 1594年 \| 1595年 \| 1596年 \| 1597年 \| 1598年 \| 1599年 |

## 大事记
- 萬曆朝鮮戰爭，這場戰爭由日本前關白豐臣秀吉在1592年（壬辰年）派兵侵略朝鮮引起。